# Tortilla de raya
La tortilla de raya es un plato típico de la gastronomía peruana, particularmente de Lambayeque.
== Descripción =|raya]] oriunda de la caleta Constante en la bahía de Sechura, en la costa piurana) mezclada con huevo batido. Además se añaden ingredientes como la cebollita china y el ají amarillo. Una vez elaborada la tortilla se acompaña de yuca sancochada o frita, salsa criolla, camotes cocidos y crema de ají.
Se considera el pueblo de Monsefú como el lugar donde se inició su preparación.